# Lotta Comunista (mensile)
Lotta Comunista è un periodico italiano mensile, fondato nel dicembre del 1965 da Arrigo Cervetto. Dalla sua fondazione è l'organo dei "Gruppi leninisti della sinistra comunista".

## Storia

### Nascita del giornale
(Arrigo Cervetto, 1965)
Per un approfondimento sulla storia del giornale è necessaria la lettura delle biografie di Arrigo Cervetto e Lorenzo Parodi che permettono di comprendere sia il momento storico in cui è nato il gruppo politico Lotta Comunista e il suo organo di stampa.
Dopo le vicissitudini e l'opera di chiarificazione teorica che portarono Arrigo Cervetto e i Gruppi Leninisti della Sinistra Comunista ad abbandonare il gruppo Azione Comunista, Cervetto aveva ormai chiara la necessità di fondare una nuova organizzazione indipendente dotata di un proprio giornale. È nel dicembre del 1965 che i Gruppi Leninisti della Sinistra Comunista danno vita al loro organo di stampa con l'uscita, a Roma, del primo numero di Lotta Comunista.
"Il nemico è in casa nostra" fu il titolo del primo editoriale; riprendeva la parola d'ordine internazionalista lanciata da Karl Liebknecht in Germania di fronte alla guerra del 1914 nel fallimento della socialdemocrazia tedesca e della seconda internazionale.
L'idea di Cervetto, ormai convinto sostenitore e attento studioso delle teorie leniniste, estranee alla tradizione e alla storia del movimento operaio italiano, era quella di un giornale che, nella teoria leninista, fosse "non solo un propagandista e un agitatore collettivo, ma anche un organizzatore collettivo".
Una impostazione controcorrente, che concepiva il giornale come strumento attorno a cui raccogliere e formare i militanti e sviluppare l'organizzazione. Secondo le parole di Cervetto "Un giornale scientifico, che non rimane in una torre d'avorio, letto da pochi, ma che diffuso tra le masse. Scienza che si traduce in militanza che diventa lotta". Un giornale di analisi quindi con l'editoriale di prima pagina di carattere teorico, scelta che Cervetto difendeva energicamente, la pagina di politica internazionale e la manchette di ultima pagina che saranno curate da Cervetto stesso fino alla sua scomparsa nel 1995 e in seguito da Guido La Barbera.
L'impostazione editoriale data da Cervetto al giornale ha sempre privilegiato i temi di grande respiro e di portata strategica, distinguendo i nodi e i problemi che avrebbero segnato il futuro della lotta politica e sociale dalle polemiche immediate, privi di prospettiva. Anche per questo gli articoli legati all'analisi degli avvenimenti contingenti sono infatti arricchiti da indicazioni metodologiche, bibliografiche, storiche, nel costante sforzo di individuare tendenze che trascendano la contingenza pur senza ignorarla. La sobrietà nel linguaggio e nella forma, la mancanza di immagini e di colori, è un'altra scelta editoriale che si è mantenuta negli anni. 
Il primo numero consisteva di 6 pagine e quella dimensione rimase fino al 1970. L'uscita irregolare (23 fascicoli in 52 mesi), nonostante l'intestazione "periodico mensile", rifletteva sia le difficoltà tecniche che la ristrettezza di collaboratori alla redazione. Per motivi burocratici e legali relativi al direttore responsabile, nel 1970, e per due anni, le pubblicazioni furono sospese. Alla ripresa, nel maggio 1972, il giornale ha 8 pagine, una dimensione che rimarrà fino al maggio 1984, quando passerà a 12 pagine. Dal marzo 1975 l'uscita è regolarizzata sulla cadenza mensile grazie allo sviluppo organizzativo del partito che, proprio in quegli anni con l'afflusso di nuovi militanti può dedicare alla redazione del giornale maggiori energie. Compaiono nuovi autori e nuove rubriche: la prima, nel marzo 1974, è "Lotte operaie nel mondo".
Grazie a queste energie giovani, alla fine degli anni '80 si estende la quantità e qualità della produzione del giornale. Dal marzo 1999 il giornale passa stabilmente a 16 pagine, si aggiungono nuovi autori che permettono di seguire nuovi filoni tematici.
Dal novembre 2016 passa ad avere 20 pagine mantenendo il prezzo di copertina di un euro.
Lotta Comunista non riceve alcun finanziamento né contiene spazi pubblicitari ma è autofinanziato dai propri acquirenti e sostenitori, come nella tradizione del movimento operaio, per permettere la piena indipendenza politica del gruppo.
La lunga vita della rivista, oltre cinquant'anni e 560 numeri già usciti, migliaia di articoli proposti e riproposti in diverse collane dalle Edizioni Lotta Comunista dimostrano la continuità del lavoro portato avanti in questi decenni.
Il 23 gennaio 2016 si è tenuta al Teatro Arcimboldi di Milano una conferenza per i primi 50 anni del giornale.
Dal 2007 l'Editoriale Lotta Comunista raccoglie e pubblica in volumi le annate del giornale con relativi copiosi apparati di indici che aiutano nella ricerca di temi, filoni di studio, dati e tabelle.

## Firme
- Arrigo Cervetto
- Lorenzo Parodi
- Giovanni Poggi
- Franco Palumberi
- Guido La Barbera
- Roberto Casella
- Sergio Motosi
- Donato Bianchi
- Renato Pastorino
- Franco Montalbetti
- Guido Conti
- Gianluca De Simone
- Nicola Capelluto
- Paolo Rivetti
- Piermaria Davoli
- Paolo Migone
- Marco Boschetti
- Flavio Enrico

## Direttori
- Pasquale Borgese
- Vito Capuzzoni
- Lorenzo Parodi
- Giovanni Poggi